# Línea de goteo nuclear
| Física nuclear • Núcleo • Nucleones (p, n) • Materia nuclear • Fuerza nuclear • Estructura nuclear • Procesos nucleares |

La línea de goteo nuclear es el límite más allá del cual los núcleos atómicos emiten espontáneamente un protón o un neutrón.
Una combinación arbitraria de protones y de neutrones no necesariamente produce un núcleo atómico estable. Se puede pensar en moverse hacia arriba o hacia la derecha a través de la tabla de nucleidos añadiendo un protón o un neutrón, respectivamente, a un núcleo determinado. Sin embargo, agregar nucleones uno por uno a un núcleo determinado finalmente conducirá a un núcleo recién formado que se desintegrará inmediatamente emitiendo un protón (o neutrón). Hablando coloquialmente, el nucleón se ha filtrado o ha goteado fuera del núcleo, dando origen al término línea de goteo.
Las líneas de goteo están definidas para protones y neutrones en el límite de la relación neutrones-protones. Con proporciones p:n en o más allá de las líneas de goteo, no pueden existir núcleos estables. Si bien la ubicación de la línea de goteo de protones es bien conocida para muchos elementos, la ubicación de la línea de goteo de neutrones solo se conoce para elementos hasta el neón.

## Descripción general
La estabilidad nuclear se limita a aquellas combinaciones de protones y de neutrones descritas por la tabla de nucleidos, localizadas en las ubicaciones que conforman el denominado valle de estabilidad. Los límites de este valle son la línea de goteo de neutrones en el lado rico en neutrones y la línea de goteo de protones en el lado rico en protones. Estos límites existen debido a la desintegración de partículas, de forma que puede producirse una transición nuclear exotérmica mediante la emisión de uno o más nucleones (no confundir con la desintegración de partículas en la física de partículas). Como tal, la línea de goteo puede definirse como el límite más allá del cual la energía de separación del protón o del neutrón se vuelve negativa, favoreciendo la emisión de una partícula desde un sistema libre recién formado.

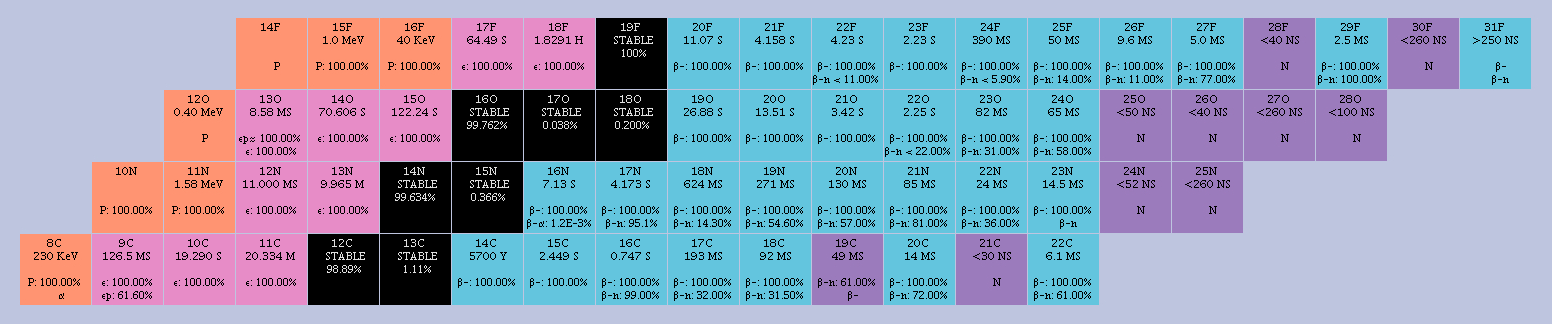
Tabla de nucleidos desde el carbono hasta el flúor. Formas de radiactividad:

| Emisión de protones | Emisión de positrones o captura electrónica | Isótopo estable | Desintegración beta | Emisión de neutrones |

### Transiciones permitidas
Al considerar si una transmutación nuclear específica, una reacción o una desintegración, está energéticamente permitida, solo es necesario sumar las masas del núcleo o núcleos iniciales y restar de ese valor la suma de las masas de las partículas del producto. Si el resultado, o valor Q, es positivo, entonces se permite la transmutación y es exotérmica porque libera energía; y si el valor Q es una cantidad negativa, entonces es endotérmica, ya que se debe agregar al menos esa cantidad de energía al sistema antes de que pueda producirse la transmutación. Por ejemplo, para determinar si el 12C, el isótopo de carbono más común, puede sufrir una emisión de protones para pasar a ser 11B, se encuentra que se deben agregar aproximadamente 16 MeV al sistema para que se permita este proceso. Si bien los valores Q se pueden usar para describir cualquier transmutación nuclear, para la desintegración de partículas también se usa la cantidad de energía de separación de partículas S, que es equivalente al valor de Q en negativo. En otras palabras, la energía de separación de protones Sp indica cuánta energía se debe agregar a un núcleo determinado para liberar un solo protón. Así, las líneas de goteo de partículas definen los límites donde la energía de separación de partículas es menor o igual a cero, por lo que energéticamente es posible la emisión espontánea de esa partícula.
Aunque la ubicación de las líneas de goteo está bien definida como el límite más allá del cual la energía de separación de partículas se vuelve negativa, la definición de qué constituye un núcleo o una resonancia libre no está clara. Algunos núcleos conocidos de elementos ligeros más allá de las líneas de goteo se desintegran con vidas del orden de 10−22 segundos, duración que a veces se define como un límite de la existencia nuclear porque varios procesos nucleares fundamentales (como la vibración y la rotación) ocurren en esta escala de tiempo. Para núcleos más masivos, las vidas medias de emisión de partículas pueden ser significativamente más largas debido a una barrera de Coulomb más fuerte, lo que permite que se produzcan otras transiciones como la desintegración alfa y la desintegración beta. Esto dificulta la determinación inequívoca de las líneas de goteo, ya que los núcleos con vidas lo suficientemente largas como para ser observadas existen mucho más que la escala de tiempo de emisión de partículas y lo más probable es que estén unidos. En consecuencia, los núcleos formados por partículas libres son difíciles de observar directamente y, en cambio, se pueden identificar a través de su energía de desintegración.

### Origen en la estructura nuclear de las líneas de goteo
La energía de un nucleón en un núcleo es su energía de masa en reposo menos la energía de unión. Además de esto, existe una energía debida a la degeneración: por ejemplo, un nucleón con energía E1 se verá obligado a tener una energía más alta E2 si todos los estados con energías más bajas están llenos. Esto se debe a que los nucleones son fermiones y obedecen a la estadística de Fermi-Dirac. El trabajo realizado para llevar este nucleón a un nivel de energía más alto da como resultado una presión, denominada presión degenerada. Cuando la energía de enlace efectiva, o energía de Fermi, llega a cero, no es posible agregar un nucleón del mismo isoespín al núcleo, ya que el nuevo nucleón tendría una energía de enlace efectiva negativa, es decir, es más energéticamente favorable (el sistema tendrá la energía total más baja) para que el nucleón se cree fuera del núcleo. Esto define el punto de goteo de partículas para esa especie.

### Líneas de goteo de una y dos partículas
En muchos casos, los nucleidos en las líneas de goteo no son contiguos, sino que están separados por las llamadas líneas de goteo de una y dos partículas. Esto es una consecuencia de que los números de nucleones pares e impares afectan a la energía de enlace, ya que los nucleidos con un número par de nucleones generalmente tienen una energía de enlace más alta y, por lo tanto, una mayor estabilidad que los núcleos impares adyacentes. Estas diferencias de energía dan como resultado la línea de goteo de una partícula en un nucleido con Z impar o N impar, para lo que la emisión rápida de protones o neutrones es energéticamente favorable en ese nucleido y en todos los demás nucleidos impares más alejados de la línea de goteo. Sin embargo, el siguiente nucleido par fuera de la línea de goteo de una partícula aún puede ser estable si su energía de separación de dos partículas no es negativa. Esto es posible porque la energía de separación de dos partículas es siempre mayor que la energía de separación de una partícula, y una transición a un nucleido impar menos estable está energéticamente prohibida. La línea de goteo de dos partículas se define así donde la energía de separación de dos partículas se vuelve negativa y denota el límite más externo para la estabilidad de las partículas de una especie.
Las líneas de goteo de uno y dos neutrones se han determinado experimentalmente hasta el neón, aunque los isótopos libres con N impar se conocen o se han deducido (sin poder observarlos directamente) para cada elemento hasta el magnesio. Por ejemplo, el último isótopo del flúor con N impar estable es el 26F, aunque el último isótopo con N par estable es el 31F.

## Los núcleos cerca de las líneas de goteo son poco comunes en la Tierra
De los tres tipos de radioactividades que se producen de forma natural (α, β y γ), solo la desintegración alfa es un tipo de descomposición resultante de la interacción nuclear fuerte. Las otras desintegraciones de protones y de neutrones ocurrieron mucho antes en la vida de las especies atómicas y antes de que se formara la Tierra. Por tanto, la desintegración alfa puede considerarse una forma de desintegración de partículas o, con menos frecuencia, como un caso especial de fisión nuclear. La escala de tiempo de la interacción nuclear fuerte es mucho más breve que la de la interacción nuclear débil o la de la fuerza electromagnética, por lo que la vida útil de los núcleos más allá de las líneas de goteo suele ser del orden de nanosegundos o menos. Para la desintegración alfa, la escala de tiempo puede ser mucho más larga que para la emisión de protones o neutrones, debido a la alta barrera de Coulomb que experimenta un agregado alfa en un núcleo (la partícula alfa debe atravesar la barrera a través de un túnel). Como consecuencia, no hay núcleos naturales en la Tierra que experimenten emisión de protones o emisión de neutrones. Sin embargo, dichos núcleos se pueden crear, por ejemplo, en el laboratorio con aceleradores de partículas o de forma natural en los procesos de nucleosíntesis estelar. La Instalación para Haces de Isótopos Raros (FRIB) de la Universidad Estatal de Míchigan entró en funcionamiento a mediados de 2022 y está previsto que cree nuevos radioisótopos, que se extraerán en un haz y se utilizarán para su estudio. Utiliza un proceso que consiste en hacer pasar un haz de isótopos relativamente estables a través de un medio material, lo que altera los núcleos y crea numerosos núcleos nuevos, que luego se extraen.

### Nucleosíntesis
Los eventos astrofísicos explosivos a menudo generan flujos muy grandes de nucleones de alta energía que pueden capturarse en núcleos semilla. En estos entornos, la captura radiactiva de protones o de neutrones es mucho más rápida que la desintegración beta, y como en la actualidad se desconocen entornos astrofísicos con grandes flujos de neutrones y protones de alta energía, el flujo de reacción se alejará de la estabilidad beta hacia o hasta cualquiera de las dos líneas de goteo de neutrones o protones, respectivamente. Sin embargo, una vez que un núcleo alcanza una línea de goteo, como se ha visto, no se pueden agregar más nucleones de esa especie al núcleo en particular, y ese núcleo experimenta una desintegración beta antes de que puedan ocurrir más capturas de nucleones.

#### Fotodesintegración
Si bien las líneas de goteo imponen los límites finales para la nucleosíntesis, en entornos de alta energía la ruta de combustión puede verse limitada antes de que la fotodesintegración llegue a las líneas de goteo, donde un rayo gamma de alta energía expulsa un nucleón de un núcleo. El mismo núcleo está sujeto a un flujo de nucleones y fotones, por lo que se alcanza un equilibrio en el que la masa se acumula en especies nucleares particulares.
Como el baño de fotones normalmente se describirá mediante una distribución planckiana, los fotones de mayor energía serán menos abundantes y, por lo tanto, la fotodesintegración no será significativa hasta que la energía de separación de los nucleones comience a acercarse a cero cerca de las líneas de goteo, donde la fotodesintegración puede ser inducida por una energía de rayos gamma más baja. A 109 kelvin, la distribución de fotones es lo suficientemente energética como para eliminar nucleones de cualquier núcleo que tenga energías de separación de partículas inferiores a 3 MeV, pero para saber qué núcleos existen en qué abundancias también se deben considerar las capturas radiativas en competencia.
Como la captura de neutrones puede ocurrir en cualquier régimen energético, la fotodesintegración de neutrones no es importante excepto a energías más altas. Sin embargo, como la barrera de Coulomb inhibe las capturas de protones, las secciones transversales para aquellas reacciones de partículas cargadas a energías más bajas se suprimen en gran medida, y en los regímenes de energía más altos donde las capturas de protones tienen una gran probabilidad de ocurrir, a menudo hay una competencia entre la captura de protones y la fotodesintegración que se produce en la quema explosiva de hidrógeno. Pero debido a que la línea de goteo de protones está relativamente mucho más cerca del valle de estabilidad beta que la línea de goteo de neutrones, la nucleosíntesis en algunos entornos puede llegar hasta cualquiera de las líneas de goteo de nucleones.

#### Puntos de espera y escalas de tiempo
Una vez que la captura radiactiva ya no puede darse en un núcleo determinado, ya sea por fotodesintegración o por las líneas de goteo, el procesamiento nuclear adicional a una masa mayor debe o bien pasar por alto este núcleo mediante una reacción con un núcleo más pesado como 4He, o más a menudo esperar a que se produzca la fase de decaimiento beta. Las especies nucleares en las que una fracción significativa de la masa se acumula durante un episodio particular de nucleosíntesis se consideran puntos de espera nucleares, ya que se retrasa el procesamiento posterior mediante capturas radiactivas rápidas.
Como se ha subrayado, las desintegraciones beta son los procesos más lentos que ocurren en la nucleosíntesis explosiva. Desde el punto de vista de la física nuclear, las escalas de tiempo de la nucleosíntesis explosiva se establecen simplemente sumando las vidas medias de desintegración beta involucradas, ya que la escala de tiempo para otros procesos nucleares es insignificante en comparación, aunque en la práctica esta escala de tiempo suele estar dominada por la suma de un puñado de vidas medias nucleares en puntos de espera.

#### El procesor
Se cree que el proceso rápido de captura de neutrones opera muy cerca de la línea de goteo de neutrones. En astrofísica se desconoce en qué circunstancias se desarrolla el proceso r, aunque se cree ampliamente que tiene lugar en las supernovas. Si bien la línea de goteo de neutrones está muy mal determinada experimentalmente y el flujo de reacción exacto no se conoce con precisión, varios modelos predicen que los núcleos en la ruta del proceso r tienen una energía de separación de dos neutrones (S2n) de aproximadamente 2 MeV. Más allá de este punto, se cree que la estabilidad disminuye rápidamente en las proximidades de la línea de goteo, produciéndose una desintegración beta antes de una mayor captura de neutrones. De hecho, la física nuclear de la materia extremadamente rica en neutrones es un tema bastante nuevo, y ya ha llevado al descubrimiento de la isla de inversión y de los núcleos con halo como el 11Li, que tiene un recubrimiento de neutrones muy difuso que conduce a un radio nuclear aparente total comparable al del 208Pb. Por lo tanto, aunque la línea de goteo de neutrones y el proceso r están estrechamente vinculados en la investigación, a comienzos del siglo XXI era una frontera desconocida que esperaba investigaciones futuras, tanto desde el punto de vista teórico como experimental.

#### El procesorp
El proceso rápido de captura de protones en las erupciones de rayos X recorre la línea de goteo de protones excepto cerca de algunos puntos de espera de fotodesintegración. Esto incluye los núcleos 21Mg, 30S, 34Ar, 38Ca, 56Ni, 60Zn, 64Ge, 68Se,
72Kr, 76Sr y 80Zr.
Un patrón de estructura nuclear claro que emerge es la importancia de la paridad, ya que se observa que todos los puntos de espera anteriores están en núcleos con un número par de protones, y todos, excepto el 21Mg, también tienen un número par de neutrones. Sin embargo, los puntos de espera dependerán de los supuestos del modelo de explosión de rayos X, como la metalicidad, la tasa de acreción y la hidrodinámica, junto con las incertidumbres nucleares, y como se mencionó anteriormente, es posible que no se pueda definir exactamente el punto de espera de manera consistente de un estudio a otro. Aunque existen incertidumbres nucleares, en comparación con otros procesos de nucleosíntesis explosiva, el proceso rp está bastante bien limitado experimentalmente, ya que, por ejemplo, todos los núcleos de punto de espera mencionados anteriormente se han observado al menos en el laboratorio. Por lo tanto, como los aportes de física nuclear se pueden encontrar en la literatura o en compilaciones de datos, la Infraestructura Computacional para Astrofísica Nuclear permite realizar cálculos de posprocesamiento en varios modelos de explosión de rayos X y definir por sí mismo los criterios para el punto de espera, así como alterar cualquier parámetro nuclear.
Si bien el proceso rp en ráfagas de rayos X puede tener dificultades para pasar por alto el punto de espera 64Ge, ciertamente en los púlsares de rayos X donde el proceso rp es estable, la inestabilidad hacia la desintegración alfa coloca un límite superior cerca de A ;= 100 sobre la masa que se puede alcanzar mediante combustión continua. El límite exacto es un asunto bajo investigación a comienzos del siglo XXI, y se sabe que el 104–109Te sufre desintegración alfa, mientras que el 103Sb no está unido a protones. Incluso antes de que se alcance el límite cercano a A=100, se cree que el flujo de protones disminuye considerablemente y, por lo tanto, ralentiza el proceso rp, antes de una baja tasa de captura y un ciclo de transmutaciones entre los isótopos de estaño, antimonio y telurio, tras una mayor captura de protones, se termina por completo. Sin embargo, se ha demostrado que si hay episodios de enfriamiento o mezcla de cenizas anteriores en la zona de quema, se puede crear material tan pesado como el 126Xe.

### Estrellas de neutrones
En una estrella de neutrones, los neutrones de núcleos pesados se encuentran cuando los electrones relativistas penetran en los núcleos y producen desintegración beta inversa, donde el electrón se combina con un protón en el núcleo para formar un neutrón y un electrón-neutrino:
| p | + | e− | → | n | + | ν e |
A medida que se crean más y más neutrones en los núcleos, los niveles de energía de los neutrones se llenan hasta un nivel de energía igual a la masa en reposo de un neutrón. En este punto, cualquier electrón que penetre en un núcleo creará un neutrón, que goteará fuera del núcleo.
En este punto, se tiene que:
{\displaystyle E_{\text{F}}^{n}=m_{n}c^{2}\,}
y a partir de este punto se aplica la ecuación
{\displaystyle E_{\text{F}}^{n}={\sqrt {\left(p_{\text{F}}^{n}\right)^{2}c^{2}+m_{n}^{2}c^{4}}}\,}
donde pFn es la energía de Fermi del neutrón. A medida que se penetra más en la estrella de neutrones, la densidad de neutrones libres aumenta, y a medida que aumenta el impulso de Fermi al aumentar la densidad, aumenta la energía de Fermi, de modo que los niveles de energía inferiores al nivel superior alcanzan el goteo de neutrones y cada vez más neutrones gotean de los núcleos, de modo que se obtienen núcleos en un fluido de neutrones. Finalmente, todos los neutrones gotean de los núcleos, y se llega al fluido de neutrones que ocupa el centro del interior de la estrella de neutrones.

## Valores conocidos

### Línea de goteo de neutrones
Los valores de la línea de goteo de neutrones solo se conocen para los primeros diez elementos, desde el hidrógeno hasta el neón. Para el oxígeno (Z=8), el número máximo de neutrones unidos es 16, lo que convierte al 24O en el isótopo de oxígeno unido a partículas más pesado. Para el neón (Z=10), el número máximo de neutrones unidos aumenta a 24 en el isótopo estable de partículas más pesado 34Ne. La ubicación de la línea de goteo de neutrones para el flúor y el neón se determinó en 2017 por observación de isótopos inmediatamente más allá de la línea de goteo. El mismo experimento encontró que el isótopo estable más pesado del siguiente elemento, el sodio, es al menos 39Na. Estos fueron los primeros nuevos descubrimientos en la línea de goteo de neutrones en más de veinte años.
Se espera que la línea de goteo de neutrones diverja del línea de estabilidad beta después del calcio, con una relación promedio de neutrones a protones de 2,4. Por lo tanto, se predice que la línea de goteo de neutrones quedará fuera del alcance de elementos más allá del zinc (donde la línea de goteo se estima alrededor de N=60) o posiblemente circonio (N estimado= 88), ya que ninguna técnica experimental conocida es teóricamente capaz de crear el desequilibrio necesario de protones y neutrones en los isótopos de la línea de goteo de elementos más pesados. De hecho, entre 2017 y 2019 se informó que isótopos ricos en neutrones como 49S, 52Cl y 53Ar, que se calculó que se encontraban más allá de la línea de goteo, estaban unidos, lo que indica que la línea de goteo de neutrones puede estar aún más lejos de lo previsto de la línea de estabilidad beta.
La siguiente tabla enumera el isótopo con partículas unidas más pesado de los primeros diez elementos.
| Z        | 01  | 02   | 03    | 04    | 05   | 06   | 07   | 08   | 09   | 10    |
| Especies | 03H | 08He | 011Li | 014Be | 017B | 022C | 023N | 024O | 031F | 034Ne |

No todos los isótopos más ligeros están unidos. Por ejemplo, el 39Na tiene sus partículas vinculadas, pero el 38Na no está vinculado. Como otro ejemplo, aunque las partículas de los núcleos de 6He y de 8He están vinculados, en los casos del 5He y del 7He no lo están.

### Línea de goteo de protones
La ubicación general de la línea de goteo de protones está bien establecida. Para todos los elementos que se encuentran naturalmente en la Tierra y que tienen un número impar de protones, se ha observado experimentalmente al menos una especie con una energía de separación de protones menor que cero. Hasta el germanio, se conoce la ubicación de la línea de goteo para muchos elementos con un número par de protones, pero ninguno más allá de ese punto figura en los datos nucleares evaluados. Hay algunos casos excepcionales en los que, debido a la paridad nuclear, hay algunas especies con partículas unidas fuera de la línea de goteo, como el 8B y el 178Au. También se puede observar que al acercarse a los números mágicos, la línea de goteo se comprende menos. A continuación se ofrece una recopilación de los primeros núcleos libres que se sabe que se encuentran más allá de la línea de goteo de protones, con el número protones, Z y los isótopos correspondientes, tomados del Centro Nacional de Datos Nucleares.
| Z  | Especies |
| -- | -------- |
| 02 | 02He     |
| 03 | 05Li     |
| 04 | 06Be     |
| 05 | 07B, 09B |
| 06 | 08C      |
| 07 | 11N      |
| 08 | 12O      |
| 09 | 16F      |
| 10 | 16Ne     |
| 11 | 19Na     |
| 12 | 19Mg     |
| 13 | 21Al     |
| 15 | 25P      |
| 17 | 30Cl     |

| Z  | Especies |
| -- | -------- |
| 18 | 30Ar     |
| 19 | 34K      |
| 21 | 39Sc     |
| 22 | 38Ti     |
| 23 | 42V      |
| 25 | 45Mn     |
| 27 | 50Co     |
| 29 | 55Cu     |
| 30 | 54Zn     |
| 31 | 59Ga     |
| 32 | 58Ge     |
| 33 | 65As     |
| 35 | 69Br     |
| 37 | 73Rb     |

| Z  | Especies |
| -- | -------- |
| 39 | 77Y      |
| 41 | 81Nb     |
| 43 | 85Tc     |
| 45 | 89Rh     |
| 47 | 93Ag     |
| 49 | 97In     |
| 51 | 105Sb    |
| 53 | 110I     |
| 55 | 115Cs    |
| 57 | 119La    |
| 59 | 123Pr    |
| 61 | 128Pm    |
| 63 | 134Eu    |
| 65 | 139Tb    |

| Z  | Especies     |
| -- | ------------ |
| 67 | 145Ho        |
| 69 | 149Tm        |
| 71 | 155Lu        |
| 73 | 159Ta        |
| 75 | 165Re        |
| 77 | 171Ir        |
| 79 | 175Au, 177Au |
| 81 | 181Tl        |
| 83 | 189Bi        |
| 85 | 195At        |
| 87 | 201Fr        |
| 89 | 207Ac        |
| 91 | 214Pa        |
| 93 | 219Np        |

## Lectura adicional
- Blumenfeld, Yorick (16 de noviembre de 2022). «Probing the Limits of Nuclear Existence». Physics Magazine (American Physical Society (APS)) 15: 177. Consultado el 1 de marzo de 2024.